# Háura
Háura (bengálsky হাওড়া, anglicky Howrah) je město v Indii. Leží v Západním Bengálsku na pravém břehu řeky Huglí, jednoho z ramen Gangy, naproti Kalkatě, do jejíž aglomerace patří. K roku 2011 měla Háura přibližně milión obyvatel a bylo správním sídlem vlastního okresu.

## Poloha a doprava
Háura leží na západním, pravém břehu řeky Huglí v západní části delty Gangy. S Kalkatou, hlavním městem Západního Bengálska ležícím na východním břehu, jej přímo spojují jen dva mosty, oba silniční. Rabíndra setu leží severněji, je z roku 1943 a od roku 1965 je pojmenovaný po spisovateli Rabíndranáthovi Thákurovi. Jižněji leží Bidjáságar setu pojmenovaný po Íšvarčandrovi Šarmáovi Bidjáságarovi a dokončený v roce 1992.
Protože přes Huglí není v Háuře železniční most, jsou železniční tratě vedoucí ke Kalkatě ze západu, například železniční trať Bombaj – Nágpur – Kalkata, fakticky ukončeny v Háuře, byť se o nich běžně píše jako o tratích končících v Kalkatě.